# 東林常総
東林常総（とうりん じょうそう）は、宋で活動した臨済宗黄龍派の禅伯である。黄龍下2世。時の皇帝から広慧禅師ならびに照覚禅師の称号を得た。

## 生涯
天聖3年（1025年）、南剣州剣浦県で誕生した。俗姓は施。黄龍慧南に師事して20年を経て嗣法し、洪州石門山泐潭寺（宝峰寺）の住持となる。その後晦堂祖心の推挙により江州東林寺へと移り大いにその宗風を広め、多くの門弟を育てた。その高名は皇帝にも届き大相国寺智海禅院の住持となるよう詔が下った。これを受けなかったものの、広慧禅師の号を賜っている。また、元祐3年（1088年）にはさらに照覚禅師の号を得た。元祐6年9月30日（1091年11月13日）寂。その法嗣は泐潭応乾、棲真徳嵩、慧力可昌、上藍希肇、開先行瑛、象田梵卿、円通可僊並びに褒親有端ほか60人を超える。禅に傾倒した詩人の蘇軾と交友があったことも知られる。